# Куреговське сільське поселення
Куре́говське сільське поселення — колишнє муніципальне утворення в складі Глазовського району Удмуртії, Росія. Адміністративний центр — присілок Курегово.
Законом Удмуртської Республіки від 29.04.2021 № 38-РЗ ліквідовано через перетворення муніципального району на муніципальний округ.
Населення — 944 особи (2015; 970 в 2012, 965 в 2010).
В поселенні діють школа та садочок, 4 клуби, лікарня, 4 ФАПи. Працюють 6 магазинів, серед підприємств — СПК «Чиргіно» та «Коротай».
Голови:
- 2006–2011 Нікітіна Валентина Михайлівна
- з 2011 — Нікітіна Валентина Михайлівна

## Склад
В склад поселення входять такі населені пункти:
| Населений пункт     | Населення, осіб (2010) | Населення, осіб (2012) |
| ------------------- | ---------------------- | ---------------------- |
| Долгоєво, присілок  | 3                      | 4                      |
| Кабаково, присілок  | 77                     | 74                     |
| Коротаєво, присілок | 220                    | 213                    |
| Кортишево, присілок | 5                      | 5                      |
| Курегово, присілок  | 413                    | 428                    |
| Миртиково, присілок | 12                     | 13                     |
| Самки, присілок     | 110                    | 114                    |
| Тагапі, присілок    | 10                     | 9                      |
| Чиргіно, присілок   | 115                    | 110                    |